# Loxostege damergouensis
Loxostege damergouensis là một loài bướm đêm trong họ Crambidae.